# Eddie Redmayne

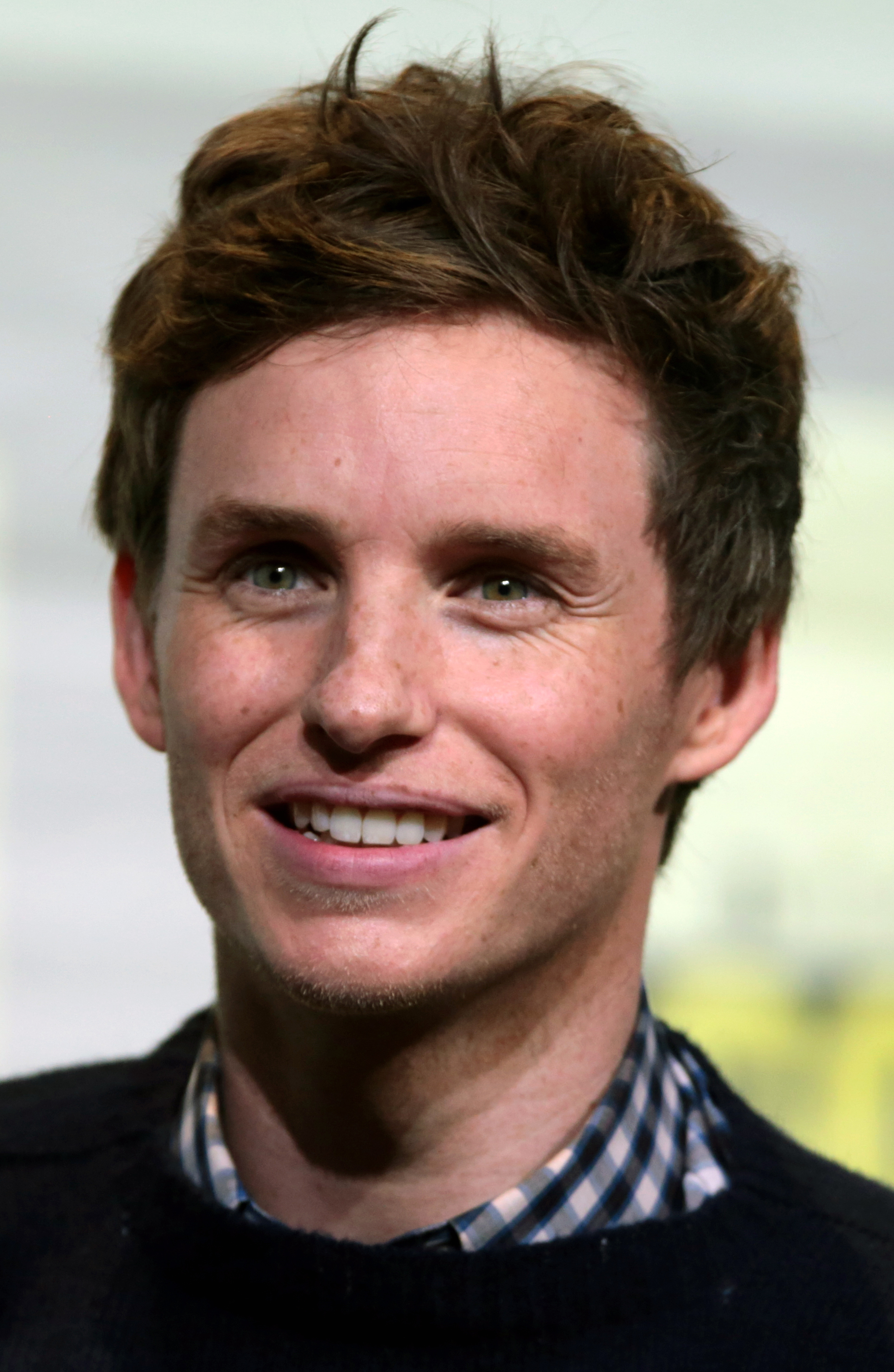
Eddie Redmayne auf der San Diego Comic-Con 2016

Edward John David „Eddie“ Redmayne, OBE (* 6. Januar 1982 in London, England) ist ein britischer Schauspieler, Sänger und Model. Einem größeren Publikum wurde er bekannt durch die Rolle des Marius Pontmercy in Les Misérables (2012). Für seine Darstellung als Stephen Hawking in Die Entdeckung der Unendlichkeit (2014) erhielt er zahlreiche Auszeichnungen, darunter den Oscar und den Golden Globe.

## Leben und Schauspielkarriere
Eddie Redmayne wuchs als eines von fünf Kindern von Patricia Burke, Leiterin eines Umzugsservices, und dem Londoner Geschäftsmann Richard Redmayne in London auf. Er besuchte die Jackie Palmer Stage School in High Wycombe westlich von London, das Eton College, das er zusammen mit Prinz William in der gleichen Jahrgangsstufe besuchte, und studierte Kunstgeschichte am Trinity College in Cambridge.
Trotz seiner Farbenblindheit schrieb er seine Abschlussarbeit über die charakteristische Farbe von Yves Klein, International Klein Blue.
Eddie Redmayne wurde unter anderem durch seine Darstellung in Elizabeth – Das goldene Königreich bekannt. 2008 modelte Redmayne für die Bekleidungsmarke Burberry.
2010 wurde er als bester Nebendarsteller mit dem Laurence Olivier Award, dem wichtigsten englischen Theaterpreis, ausgezeichnet. Er bekam die Auszeichnung für seine Darstellung in dem Stück Red, wo er neben Alfred Molina auftrat. Im selben Jahr erhielt er außerdem den wichtigsten amerikanischen Theaterpreis, den Tony Award. Im Januar 2012 erhielt er für seine Titelrolle in Richard II. am Londoner Donmar Warehouse den London Critics’ Circle Theatre Award 2011 als bester Shakespeare-Darsteller.
Für seinen Auftritt in dem Musicalfilm Les Misérables (2012) bereitete Redmayne sich durch Unterricht bei dem Londoner Gesangslehrer Mark Meylan vor. Die Gesangaufnahmen fanden nicht – wie in Musikfilmen meist üblich – im Tonstudio, sondern am Drehort vor laufender Kamera statt. 2014 stand Redmayne für James Marshs Filmdrama Die Entdeckung der Unendlichkeit als Stephen Hawking vor der Kamera. Dafür gewann er 2015 unter anderem den Golden Globe in der Kategorie Bester Hauptdarsteller – Drama, den Oscar als Bester Hauptdarsteller sowie den BAFTA Award und den SAG Award, beide ebenfalls als Bester Hauptdarsteller. Für die Hauptrolle in dem Drama The Danish Girl wurde er 2016 erneut für einen Oscar nominiert. 2016 war Redmayne erstmals in der Rolle des Magiezoologen Newt Scamander im Film Phantastische Tierwesen und wo sie zu finden sind, dem ersten von insgesamt fünf geplanten Filmen der Phantastischen-Tierwesen-Reihe, zu sehen. Diese Rolle spielte er auch in den Fortsetzungen Phantastische Tierwesen: Grindelwalds Verbrechen (2018) und Phantastische Tierwesen: Dumbledores Geheimnisse (2022). Er übernahm die Hauptrolle in der Serie The Day of the Jackal, die auf dem gleichnamigen Roman von Frederick Forsyth basiert.
Am 15. Dezember 2014 heiratete Redmayne seine Freundin Hannah Bagshawe. Das Paar hat eine Tochter (* 2016) und einen Sohn (* 2018).
Am 12. Juni 2015 wurde Redmayne von Elisabeth II. zum Officer of the British Empire ernannt.
Für seine Darstellung des Conférenciers in der West-End-Produktion Cabaret an der Seite von Jessie Buckley als Sally Bowles wurde er 2022 mit einem Laurence Olivier Award for Best Actor in a Musical ausgezeichnet.

## Modelkarriere
Redmayne modelt unter anderem für Burberry neben Cara Delevingne.

## Filmografie (Auswahl)
- 2003: Doctors
- 2005: Elizabeth I

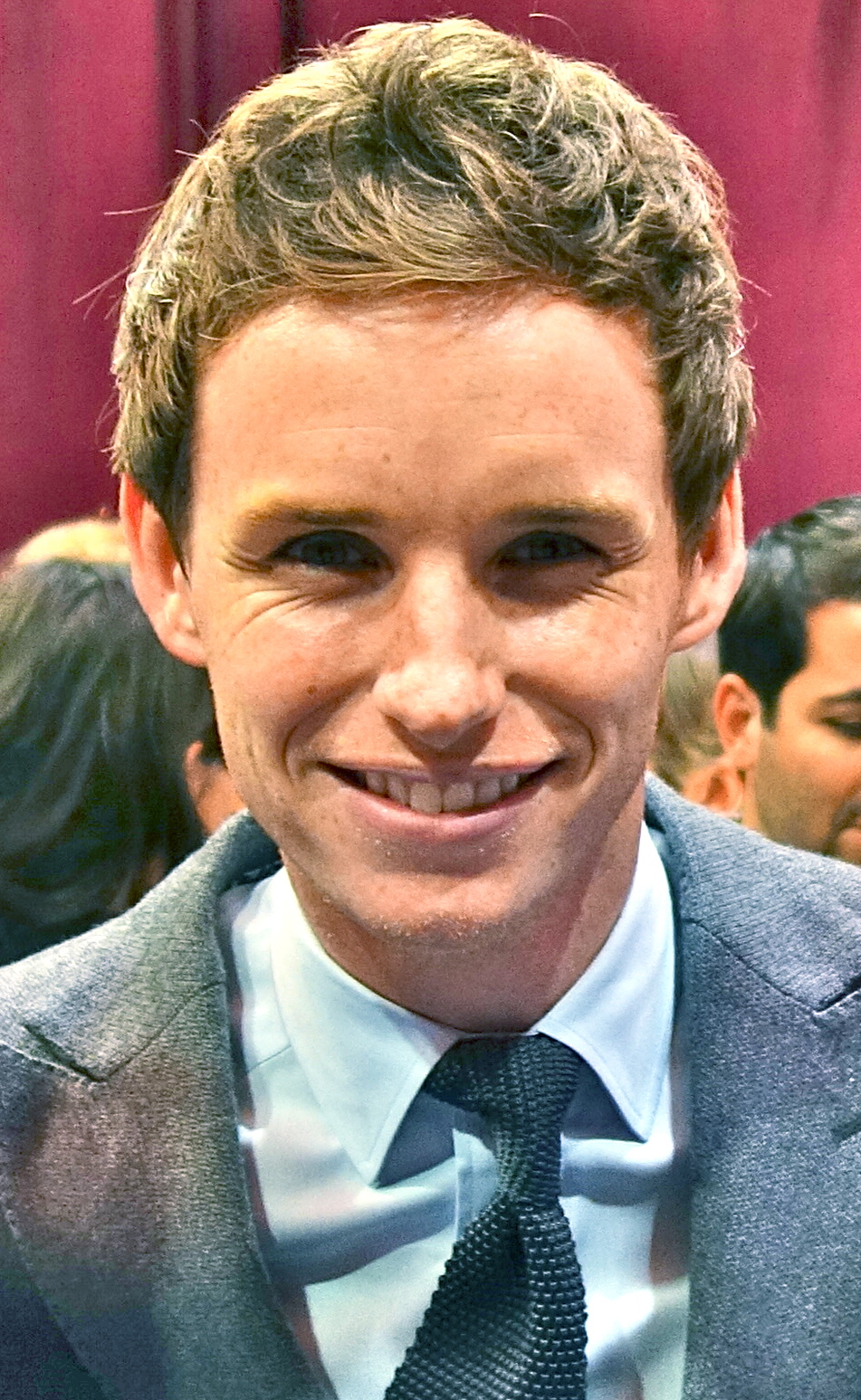
Eddie Redmayne (2014)

- 2006: Der gute Hirte (The Good Sheperd)
- 2006: Like Minds – Verwandte Seelen (Like Minds)
- 2007: Wilde Unschuld (Savage Grace)
- 2007: Elizabeth – Das goldene Königreich (Elizabeth: The Golden Age)
- 2008: Die Schwester der Königin (The Other Boleyn Girl)
- 2008: Das gelbe Segel (The Yellow Handkerchief)
- 2008: Tess of the d’Urbervilles
- 2009: Powder Blue
- 2009: Glorious 39
- 2010: Black Death
- 2010: Die Säulen der Erde (The Pillars of the Earth)
- 2011: My Week with Marilyn
- 2011: Runaway Girl (Hick)
- 2012: Birdsong
- 2012: Les Misérables
- 2014: Die Entdeckung der Unendlichkeit (The Theory of Everything)
- 2015: Jupiter Ascending
- 2015: Thomas und seine Freunde: Sodors Legende vom verlorenen Schatz (Thomas And Friends: Sodor’s Legend Of The Lost Treasure)
- 2015: The Danish Girl
- 2016: Phantastische Tierwesen und wo sie zu finden sind (Fantastic Beasts and Where to Find Them)
- 2016: Children in Need: Fantastic Beasts Special
- 2018: Phantastische Tierwesen: Grindelwalds Verbrechen (Fantastic Beasts: The Crimes of Grindelwald)
- 2019: The Aeronauts
- 2020: The Trial of the Chicago 7
- 2022: Phantastische Tierwesen: Dumbledores Geheimnisse (Fantastic Beasts: The Secrets of Dumbledore)
- 2022: The Good Nurse
- seit 2024: The Day of the Jackal (Fernsehserie)

## Auszeichnungen
- 2010: Laurence Olivier Award als bester Nebendarsteller
- 2010: Tony Award als bester Nebendarsteller
- 2011: London Critics’ Circle Theatre Award als bester Shakespeare-Darsteller
- 2012: Nominierung für den BAFTA Award als bester Nachwuchsschauspieler (Publikumspreis)
- 2012: Nominierung für den Satellite Award als bester Nebendarsteller (Les Misérables)
- 2015: Golden Globe als bester Hauptdarsteller – Drama (Die Entdeckung der Unendlichkeit)
- 2015: SAG Award als Bester Hauptdarsteller (Die Entdeckung der Unendlichkeit)
- 2015: BAFTA Award als Bester Hauptdarsteller (Die Entdeckung der Unendlichkeit)
- 2015: Oscar als bester Hauptdarsteller (Die Entdeckung der Unendlichkeit)
- 2016: Oscar-Nominierung als bester Hauptdarsteller (The Danish Girl)
- 2016: Nominierung Golden Globe Bester Hauptdarsteller – Drama (The Danish Girl)
- 2016: Goldene Himbeere als schlechtester Nebendarsteller (Jupiter Ascending)
- 2022: Laurence Olivier Award in der Kategorie Best Actor in a Musical (Cabaret)[8]
- 2022: Golden Eye Award des Zurich Film Festivals[9]
- 2023: Nominierung Golden Globe Bester Nebendarsteller (The Good Nurse)